# 14611 Elsaadawi
14611 Elsaadawi este o planetă minoră (asteroid) din centura de asteroizi. A fost descoperită pe 20 septembrie 1998 la Observatorul La Silla de Eric Walter Elst și a fost numită după Nawal Al-Saadawi. 
Obiectul prezintă o orbită caracterizată de o semiaxă mare de 2,5825874 UAi, o excentricitate de 0,15, o înclinație de 4,07862 ° în raport cu ecliptica.